# Südwestsomalia

Von der RRA eingeführte Flagge, für das von ihr ab 2002 als unabhängig betrachtete Südwestsomalia

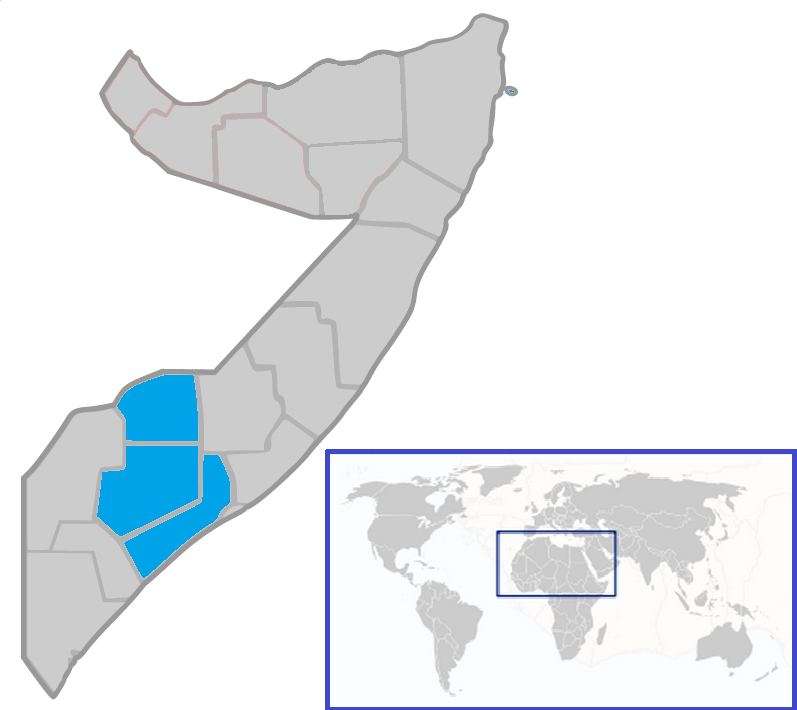
Südweststaat von Somalia gem. Deklaration vom 27. März 2014

Als Südwestsomalia  (Maay-Maay: Koofur-Orsi) wird das Gebiet zwischen den Flüssen Jubba und Shabelle im Südwesten von Somalia bezeichnet. Unter offiziellem Namen South West State of Somalia (somalisch Koonfur-Galbeed Soomaaliya) versteht sich die autonom verwaltete Region seit März 2014 als Bundesstaat Somalias. Von den ehemaligen somalischen Verwaltungsregionen entspricht Südwestsomalia etwa dem Gebiet von Bay, Bakool und Shabeellaha Hoose. Eine starke politische Strömung in Südwestsomalia erhebt jedoch darüber hinaus auch Anspruch auf Jubaland, die im Süden angrenzende Region zwischen dem Jubba und der kenianischen Grenze, mit den ehemaligen Verwaltungsregionen Gedo, Jubbada Dhexe und Jubbada Hoose.
Im Zentrum des Gebietes liegt die Stadt Baidoa, weitere Orte sind Buurhakaba, Dinsor und Huddur. Bedeutendster Clan sind die Rahanweyn (Digil-Mirifle), die hier traditionell als Agropastoralisten leben. Im Norden grenzt es an die auch als Ogaden bezeichnete Somali-Region Äthiopiens.

## Geschichte
Im somalischen Bürgerkrieg seit 1991 war Südwestsomalia zwischen verschiedenen Kriegsparteien heftig umkämpft. Kampfhandlungen und umfangreiche Plünderungen führten 1991–1993 zur Hungersnot in Somalia, von der die Rahanweyn in Südwestsomalia besonders stark betroffen waren. Im Jahr 1995 nahm der Kriegsherr Hussein Aidid Baidoa ein und entmachtete die dortige Rahanweyn-Lokalverwaltung Oberster Regierungsrat Digil-Mirifle. Als Reaktion wurde die Rahanweyn-Widerstandsarmee (RRA) gegründet, die eine Gegenoffensive startete und bis 1999 Aidid aus der Region verdrängte.
Nach der Gründung der Übergangs-Nationalregierung im Jahr 2000 schlossen Hussein Aidid, die RRA und andere mit Unterstützung Äthiopiens 2001 das Bündnis SRRC als „Gegenregierung“ in Baidoa.

### Südwestsomalia 2002 bis 2005
Unter Führung von Hassan Mohammed Nur Shatigadud rief die RRA am 1. April 2002 – wohl beeinflusst von den Vorbildern Somaliland und Puntland in Nordsomalia – die Unabhängigkeit Südwestsomalias aus. Diese konnte jedoch durch den Einfluss und die Präsenz zahlreicher weiterer Clans und Kriegsparteien in dem Gebiet nicht vollständig verwirklicht werden. Nach dem Friedensschluss der SRRC mit der Übergangsregierung wurde Baidoa 2005 zum provisorischen Sitz der Übergangsregierung, die dadurch erstmals nach Somalia einziehen konnte. Der vorübergehend eigenständig verwaltete Südweststaat ging dadurch in Somalia auf. Shatigadud wurde Finanzminister der Übergangsregierung.
2006 kam es erneut zu Kämpfen, als die Union islamischer Gerichte gegen die Übergangsregierung vordrang und anschließend von äthiopischen Truppen wieder zurückgedrängt wurde. 2008 wird die Übergangsregierung wiederum von Islamisten (vgl. al-Shabaab) und weiteren Regierungsgegnern bedrängt und kontrolliert nur mehr ein kleines Gebiet um Baidoa.

### Bundesstaat Südwestsomalia
Nach der Föderalisierung Somalias und Annahme einer neuen Verfassung im August 2012 wurde offiziell die Möglichkeit eingeräumt, Bundesstaaten durch den Zusammenschluss von mindestens zwei der ehemaligen somalischen Verwaltungsregionen zu bilden. Basierend darauf gab es in Südwestsomalia zwei politische Initiativen: Die eine sah eine lokale Vereinigung vor, während die andere einen Zusammenschluss mit Jubaland anstrebte. Im März 2014 wählten die Unterstützer der „6-Regionen-Initiative“ einen Regionalpräsidenten, woraufhin der somalische Innenminister klarstellte, dass die Bundesregierung keine Unterstützung leisten werde, den Anspruch der bereits in Jubaland etablierten Verwaltung zu untergraben. Auch der UN-Sonderbeauftragte Nicholas Kay wies darauf hin, dass er eine Lösung mit nur drei Verwaltungsregionen für Südwestsomalia vorziehe. Ende März 2014 wählten die Gesandten von Bay, Bakool und Shabeellaha Hoose Mohamed Haji Abdinur zum Präsidenten des neuen Bundesstaates. Am 23. Juni 2014 veröffentlichte die rivalisierende Fraktion ein Communiqué und kündigte darin an, sich der Verwaltung des nunmehr drei Verwaltungsregionen umfassenden Bundesstaates anzuschließen und mit der Bundesregierung zu kooperieren.